# NEC PC 8801 FA
NEC PC 8801 FA (PC 8801 FA) је кућни рачунар, производ фирме NEC који је почео да се израђује у Јапану током nown. године.
Користио је Z80 компатибилан (mPD70008AC) централни микропроцесор а RAM меморија рачунара PC 8801 FA је имала капацитет од 64 KB. 

## Детаљни подаци
Детаљнији подаци о рачунару PC 8801 FA су дати у табели испод.
|                       |                                                                                   |
| [ 1 ]                 |                                                                                   |
| Произвођач            |                                                                                   |
| Тип                   | кућни рачунар                                                                     |
| Меморија              | 64 KB                                                                             |
| Поријекло             | Јапан                                                                             |
| Година                | nown                                                                              |
| Тастатура             | Пуни помак 103 тастера, одвојена нумеричка тастатура, функцијски и тастери смјера |
| Процесор              |                                                                                   |
| Фреквенција процесора | 4 или 8                                                                           |
| RAM                   | 64 KB                                                                             |
| ROM                   | 128K (Бејсик / монитор) + 512 (кинески знакови)                                   |
| Текст                 | 80 x 25 / 80 x 20 / 40 x 25 / 40 x 20                                             |
| Графика               | 640 x 200 / 640 x 400                                                             |
| Боја                  | 8 од 512 боја палета                                                              |
| Звук                  | YM2608 (6 канала FM + 3 канала PSG + 6 PCM (rhythm) +1 канал 4-битни ADPCM        |
| Димензије             | 38,5 (ширина) x 34,3 (дубина) x 11 (висина) .                                     |
| Портови               |                                                                                   |
| Оперативни систем     |                                                                                   |